# Optimização por enxame de partículas

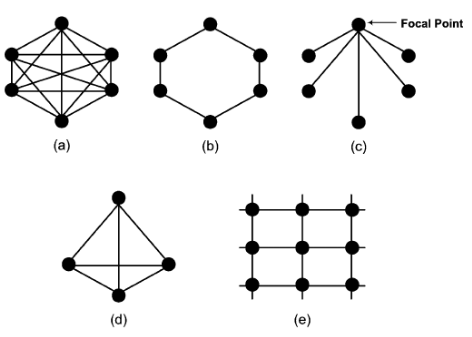
Swarm Typologies. (a) Melhor Global. (b) Topologia em Anel. (c)Topologia Circular. (d)Topologia em Pirâmide. (e) Topologia Von Neumann.

A optimização por enxame de partículas (em inglês:  particle swarm optimization ou PSO) é um ramo da inteligência artificial também classificado por alguns autores como um ramo da computação evolucionária (CE), que otimiza um problema iterativamente ao tentar melhorar a solução candidata com respeito a uma dada medida de qualidade. O método do enxame de partículas foi proposto por Kennedy e Eberhart em 1995.
Para outros autores, ela não pode ser classificado como computação evolucionária, por não possuir os operadores de seleção, recombinação e mutação, que são características sine quibus non da CE. Mas se aproxima desta quanto ao quesito enxames ou inteligência em enxames. Por outro lado, parece-se mais com o método da colônia de formigas (em inglês:  ant colony optimization ou ACO) e pode-se, então, finalmente classificá-lo como um ramo da família da swarm intelligence .

## Método
O método “particle swarming optimization”, criado por James Kennedy e Russell Eberhart, encontra-se, atualmente, entre as meta-heurísticas de algoritmos de otimização baseadas em padrões da natureza (como a representação do movimento de cada individuo dentro de um bando de pássaros ou de um cardume de peixes) mais populares nesta área, e surge como sendo o algoritmo mais promissor para a resolução de diversos problemas de otimização, quer na área das ciências, quer das engenharias. Desde a sua criação, já foram desenvolvidas muitas variantes para a resolução de problemas práticos relativos à otimização. 
PSO é inspirado pelo comportamento social e cooperativo exibido por várias espécies de forma a realizar as suas necessidades no espaço de pesquisa (“search-space”). Além disso, PSO é uma meta-heurística, pois realiza poucas ou nenhumas premissas sobre o problema que está a ser otimizado e pode procurar soluções candidatas em espaços de grandes dimensões. No entanto, algumas meta-heurísticas como PSO não garantem que uma solução ideal seja encontrada. Em termos gerais, o algoritmo guia-se por experiência pessoal (Pbest), experiência geral (Gbest) e o movimento das partículas atual para decidir as posições seguintes no espaço de pesquisa. O PSO resolve um problema criando uma população de soluções candidatas, também conhecidas como partículas, e movendo estas partículas em torno do espaço de pesquisa, de acordo com fórmulas matemáticas simples sobre a posição e velocidade da partícula. O movimento de cada partícula é influenciado pela sua posição do local mais conhecida, mas, também é guiado em direção às posições mais conhecidas do espaço de pesquisa, que são atualizadas como posições melhores quando encontradas por outras partículas. Isto é espectável, quando o intuito é mover o enxame em direção da melhor solução.

## Aplicações

#### Planeamento de otimização do desenvolvimento do campo de hidrocarbonetos
Muitos dos problemas de otimização em ciências e engenharia envolvem funções objetivo não-lineares. O PSO tem sido aplicado na otimização dos planeamentos de otimização do petróleo e campos de gás, e em sistemas fotovoltaicos (PV).

#### Modelização Individual
Modelização Individual é uma técnica computacional que modeliza um problema ao tentar alcançar uma solução ótima em relação a um conjunto de dados de entrada especificados ou consulta.